# Baha Men

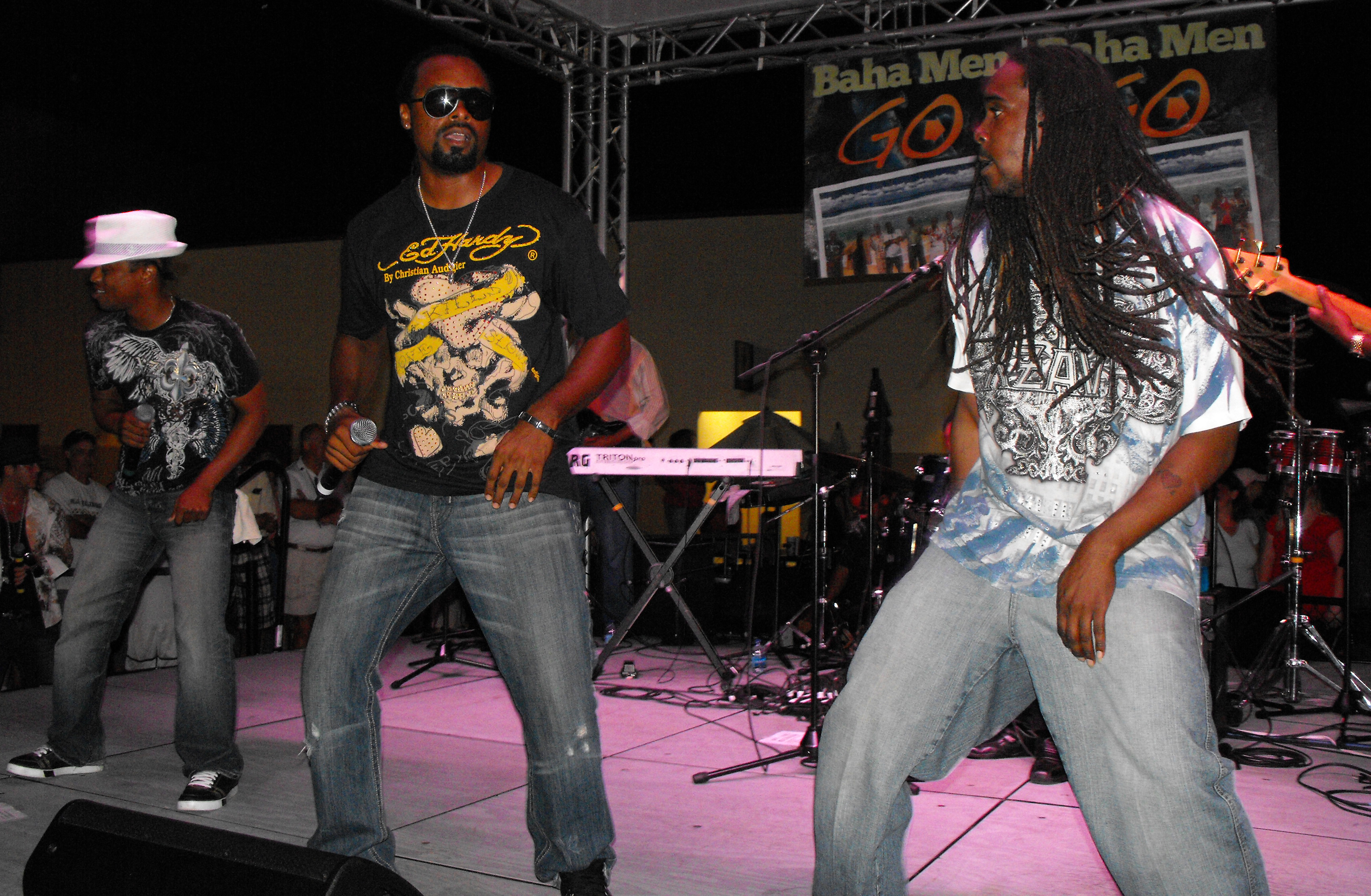
Baha Men in 2010

Baha Men is een Bahamaanse popgroep uit Nassau. De groep is voornamelijk bekend vanwege de single Who Let the Dogs Out?, die in 2000 wereldwijd een grote hit werd.
Baha Men wordt gezien als een van de voornaamste moderne vertolkers van junkanoo, een Caribische dans- en muziekstroming op de Bahama's. Daarnaast is de muziek gelieerd aan reggae, soca en hip-hop. Baha Men bestaat uit Leroy Butler, Rik Carey, Dyson Knight, Anthony "Monks" Flowers, Jeffery Chea, Patrick Carey, Colyn "Mo" Grant en Isaiah Taylor.
Baha Men heeft nummers gemaakt voor de Disney-muziekalbums DisneyMania. Ze staan zowel op DisneyMania 1, als DisneyMania 2 en 4. Baha Men heeft ook muziek gemaakt voor de film Shrek, uit 2001.

## Ontstaan
De groep begon in 1977 onder de naam High Voltage. In 1992 kwam de eerste plaat uit van de groep onder de uiteindelijke naam Baha Men. De muziek was toen nog traditioneel Caribisch. Na deze plaat begon de groep steeds meer andere modernere stromingen te mengen, waaronder hiphop, dance en urban. De latere platen vielen dan ook in de smaak bij een breder publiek.
Het grootste succes beleefde de groep met het album en gelijknamige hitsingle Who Let the Dogs Out?. De single behaalde onder meer in Groot-Brittannië de tweede plek. In latere albums probeerde Baha Men opnieuw de hitparades in te komen met toegankelijke socamuziek, maar het succes van Who Let the Dogs Out? werd niet herhaald.

## Discografie

### Albums
- Junkanoo (1992)
- Kalik (1994)
- Here We Go Again (1996)
- I Like What I Like (1997)
- Doong Spank (1998)
- Who Let the Dogs Out (2000)
- 2 Zero 0-0 (2001)
- Move It Like This (2002)
- Holla! (2004)

### Singles
- That's the Way I Do It (1997)
- Who Let the Dogs Out? (2000)
- You All Dat (2001)
- The Best Years of Our Lives (2001)
- Move It Like This (2002)